# 제병

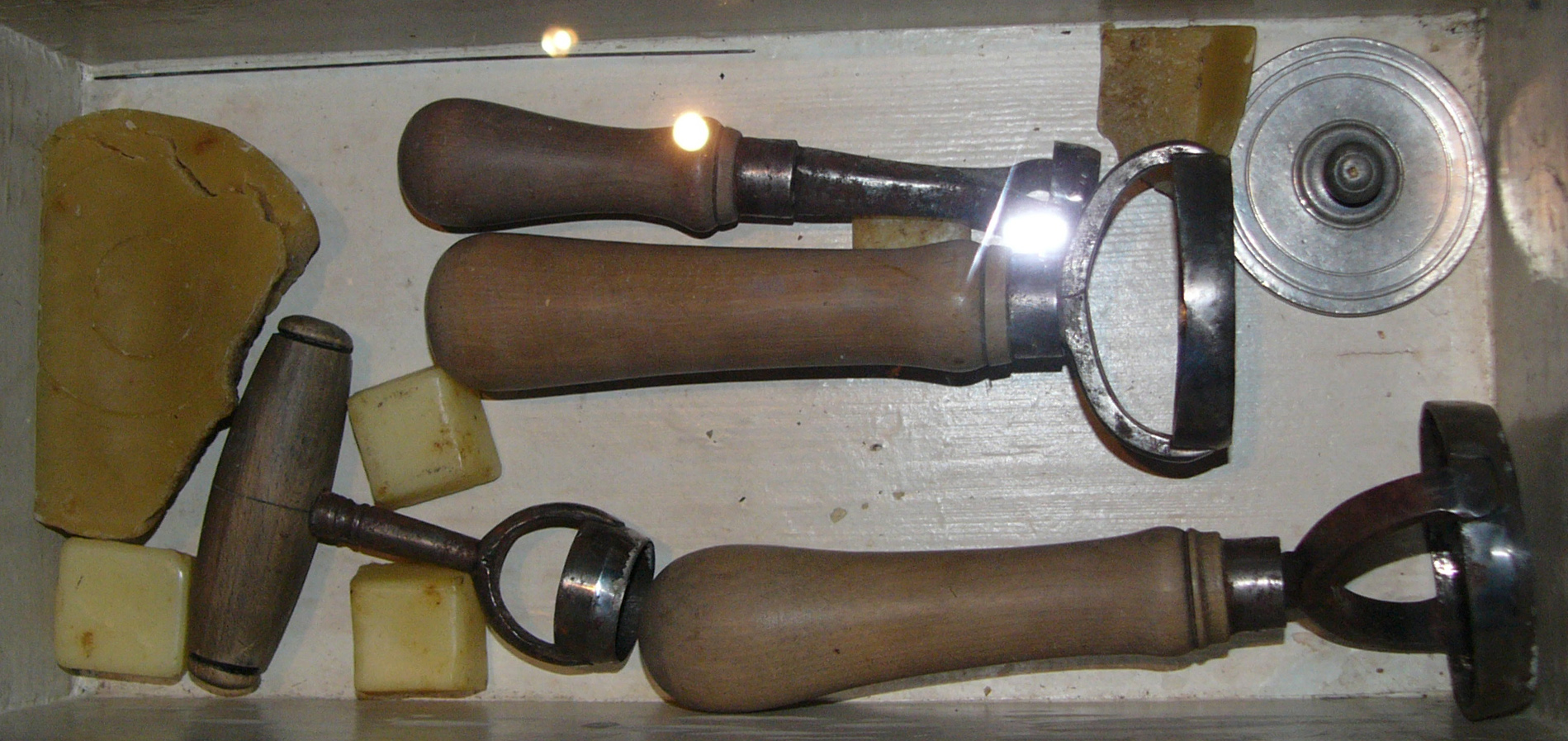
제병을 만들 때 사용하는 도구들

제병(祭餅, 라틴어: Hostia)은 가톨릭교회에서 성직자가 신자들에게 떼어 나누어주는 성찬례에 사용하는 빵을 일컫는 말이다. 면병(麺餅)이라고도 한다. 성찬례 의식을 거행할 때 포도주와 같이 사용되며, 사제가 사용하는 대제병과 교우들에게 주는 소제병은 크기에서 차이가 있다.

## 개요
로마 가톨릭 교회, 성공회, 루터교회 등 서방 교회에서 사용하는 제병은 대개 얇고 둥근 모양에 흰색을 띄고 있다. 아르메니아 가톨릭교회와 시리아 말라바르 교회와 마로니트 교회 등의 기독교 교회는 동방 교회에 속하지만 누룩이 들어가지 않은 빵을 제병으로 사용한다.

## 역사
옛날부터 동방 교회는 대개 발효시킨 빵을 사용하고 서방 교회는 11세기 이래 발효시키지 않은 빵을 사용해왔다. 비잔틴 전례 동방 가톨릭교회는 동방 정교회와 마찬가지로 프로스포라(동방 정교회의 제대용 빵)라는 누룩이 들어간 빵을 제병으로 사용한다. 서방 교회가 누룩이 들어있지 않은 빵을 제병으로 사용하는 이유는 최후의 만찬에서 누룩 없는 빵이 쓰였던 전통에 따른 것이다. 로마 가톨릭 교회 교회법 924조에 의하면, 제병으로 사용하는 “빵은 순수한 밀을 재료로 하여, 부패의 위험이 없도록 최근에 제조된 것이어야 한다.”라고 명시하고 있다. 또 제병은 대제병과 소제병으로 구분된다. 대제병은 주례 사제용이고, 소제병은 신자용이다. 대제병은 성반 위에, 소제병은 성합 안에 넣어진다.
로마 가톨릭 교회의 로마 미사 전례 총지침 321항에서는 다음과 같이 권장하고 있다. “성찬례에 쓰이는 빵은 … 백성과 함께 미사를 봉헌하는 사제가 미사 중에 실제로 제병을 여러 조각으로 떼어 나눌 수 있고 나눈 조각들을 적어도 몇 신자들에게 나누어 줄 수 있을 만큼의 크기로 만드는 것이 바람직하다. 그러나 영성체하는 사람의 수가 많거나 다른 사목적 이유가 있다면 작은 제병을 사용해도 좋다. 사도 시대에 성찬례의 단순한 이름이었던 빵을 나누는 동작은 일치와 사랑의 표지로서 그 힘과 중요성을 더욱 밝히 드러낼 것이다. 곧 형제자매들은 하나의 빵을 서로 나누어 먹으며 하나의 빵 안에서 한 가족을 이룬다.”
한국 가톨릭교회에서 사용하는 제병은 대부분 관상수도회인 가르멜 수녀회에서 만들어 전국의 각 본당의 주문량에 따라 공급한다. 제병의 재료는 우리밀이다. 우리밀살리기운동이 시작된 1990년 초부터 수입밀 대신 사용하기 시작했다.

## 같이 보기
- 성찬
- 미사
- 감사성찬례
- 성체